# У Чунь Мін
У Чунь Мін (кит. трад.: 胡晉銘; нар. 21 листопада 1997, Гонконг) — гонконзький футболіст, який грає на позиції захисника і півзахисника в гонконзькому клубі «Лі Ман» і збірній Гонконгу.

## Клубна кар'єра
У Чунь Мін розпочав займатися футболом у школі клубу «Ванчай», пізніше перейшов до школи клубу «Гонконг Пегасус». У професійному футболі дебютував у 2015 році в складі клубу «Гонконг Пегасус», і наступного року став у складі команди володарем Кубка Гонконгу. у 2019 році футболіст перейшов до клубу «Істерн», а за рік повернувся до «Гонконг Пегасус» на правах річної оренди, після чого знову грав у складі «Істерна». З 2023 року У Чунь Мін грає у складі клубу «Лі Ман».

## Виступи за збірну
У 2013—2016 роках У Чунь Мін грав у складі юнацької збірної Гонконгу. У 2016 році футболіст дебютував у складі молодіжної збірної Гонконгу, у складі посиленої молодіжної збірної футболіст брав участь у футбольному турнірі Азійських ігор 2018 року. У 2017 році У Чунь Мін дебютував у складі національної збірної Гонконгу. У складі першої збірної футболіст на початок 2024 року зіграв 22 матчі, в яких забитими голами не відзначився.

## Титули і досягнення
- Володар Кубка Гонконгу: 2015–2016